# 天主教貝寧城總教區
天主教貝寧城總教區 （拉丁語：Archidioecesis Urbis Beninensis）是尼日利亞一個羅馬天主教教省總教區，位於貝寧城，下轄五個教區。是該國九個總教區之一。
1884年5月2日設達上尼日爾監牧區，1911年8月24日易名為西尼日利亞監牧區。1918年8月24日升為代牧區。1950年4月18日升為貝寧城教區。1994年3月26日升為總教區。
2006年有教友363,000人（佔轄區總人口11.9%）、五十四個堂區、九十名司鐸。現任教區總主教為奧斯定‧奧比奧拉‧阿庫貝澤。